# Europeiska alliansen för frihet
Europeiska alliansen för frihet (EAF) var ett nationalistiskt och starkt euroskeptiskt europeiskt parti. Partiet motsatte sig ytterligare europeisk integration, framför allt i den utsträckning det innebär överstatlighet. Partiet ville istället att Europeiska unionens befogenheter förs tillbaka till nationell nivå i medlemsstaterna.
Partiet erkändes som ett officiellt europeiskt parti under 2018, men denna status upphävdes senare samma år.

## Medlemmar
Till skillnad från andra europeiska partier består EAF inte av nationella partier. Istället består partiet av enstaka politiker från olika partier. Inget av dessa partier är dock i sin helhet medlem i EAF.

### Nuvarande medlemmar
| Land          | Ledare                          | Parti                    | Europeiska MP | Nationella MP |
| ------------- | ------------------------------- | ------------------------ | ------------- | ------------- |
| Österrike     | Andreas Mölzer, Harald Vilimsky | Frihetspartiet           | 4 av 18       | 51 av 183     |
| Belgien       | Gerolf Annemans                 | Vlaams Belang            | 1 av 22       | 3 av 150      |
| Frankrike     | Marine Le Pen                   | Front National           | 23 av 74      | 2 av 577      |
| Italien       | Matteo Salvini                  | Lega Nord                | 5 av 73       | 18 av 630     |
| Malta         | Sharon Ellul-Bonici             | Oberoende/Arbetarpartiet | 1 av 6        | 0 av 69       |
| Nederländerna | Geert Wilders                   | Frihetspartiet           | 4 av 26       | 12 av 150     |

### Tidigare medlemmar
- Tyskland – Torsten Groß[10] (Bürger in Wut)[5]
- Ungern – Krisztina Morvai[5] (Oberoende)1
- Litauen – Rolandas Paksas,[5] Juozas Imbrasas (Ordning och rättvisa)2
- Sverige – Kent Ekeroth[10] (Sverigedemokraterna)[5]
- Storbritannien - Godfrey Bloom (Oberoende - tidigare UKIP)

1 Morvai är ascocierad med Jobbik men inte formellt en medlem. Hon avgick i juli 2011 på grund av motsättningar med FPÖ.

2 Paksas och Imbrasas gick senare med i Movement for a Europe of Liberties and Democracy (MELD)